# Antiguo Convento de Santo Domingo el Real (Madrid)

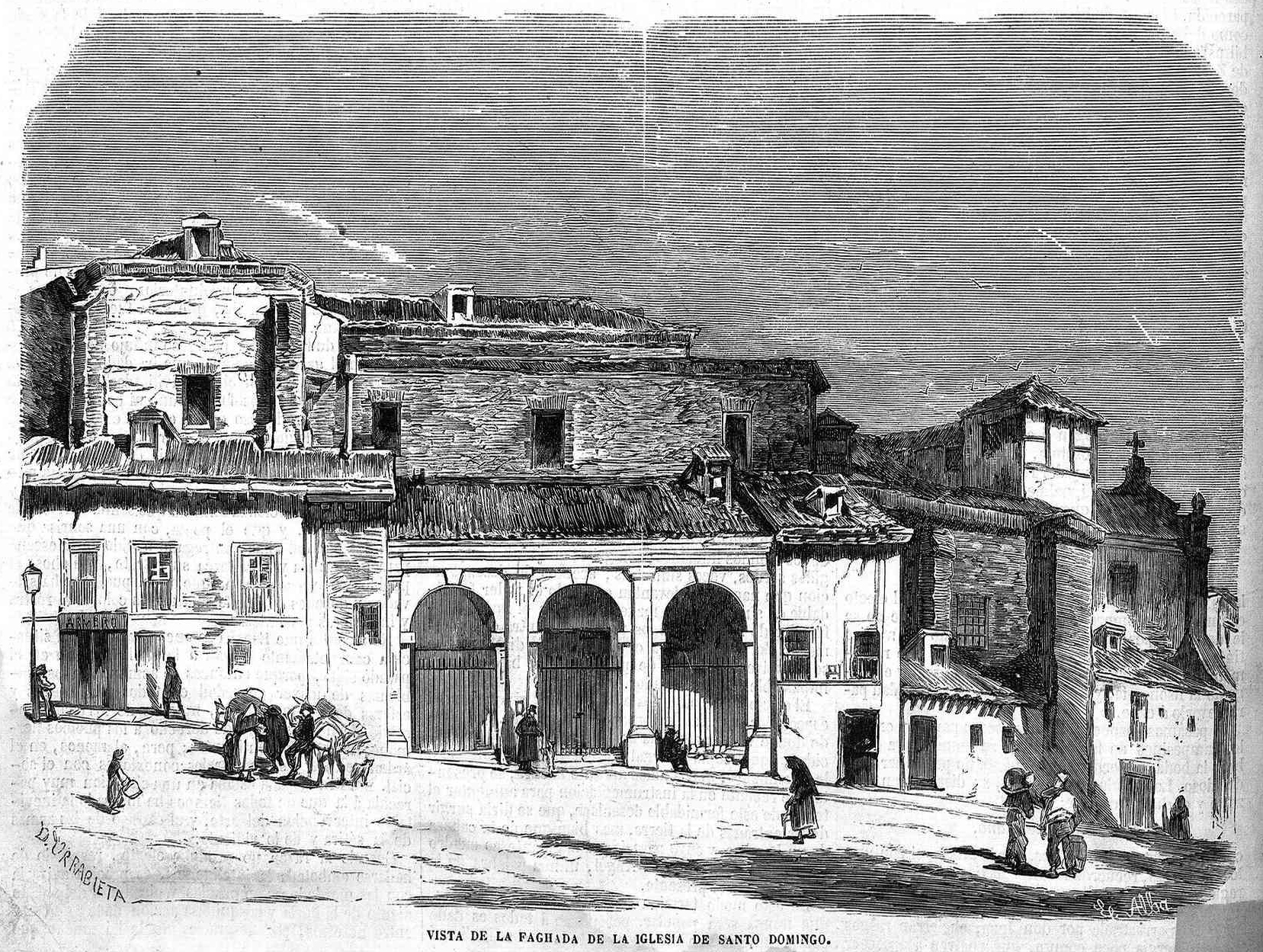
Vista de la fachada de la iglesia de Santo Domingo, en El Museo Universal, 1869.

El convento de Santo Domingo el Real fue una institución religiosa del centro de Madrid, en el barrio de Palacio. Fundado por el propio santo, a comienzos del siglo xiii para religiosas de la regla de san Agustín, en el espacio que luego se llamaría plaza de Santo Domingo, generó un pequeño arrabal que quedaría absorbido por las sucesivas cercas posteriores a la Muralla cristiana de Madrid. La iglesia del monasterio, construida durante el reinado de Felipe II fue derribada a finales del siglo xix (1869), siendo alcalde de la ciudad Nicolás Rivero, dejando más espacio a la plaza que lleva su nombre y a otras vías confluyentes, como la calle Campomanes. Tras su demolición se construyó otro convento con la misma denominación en la calle de Claudio Coello. 

## Historia

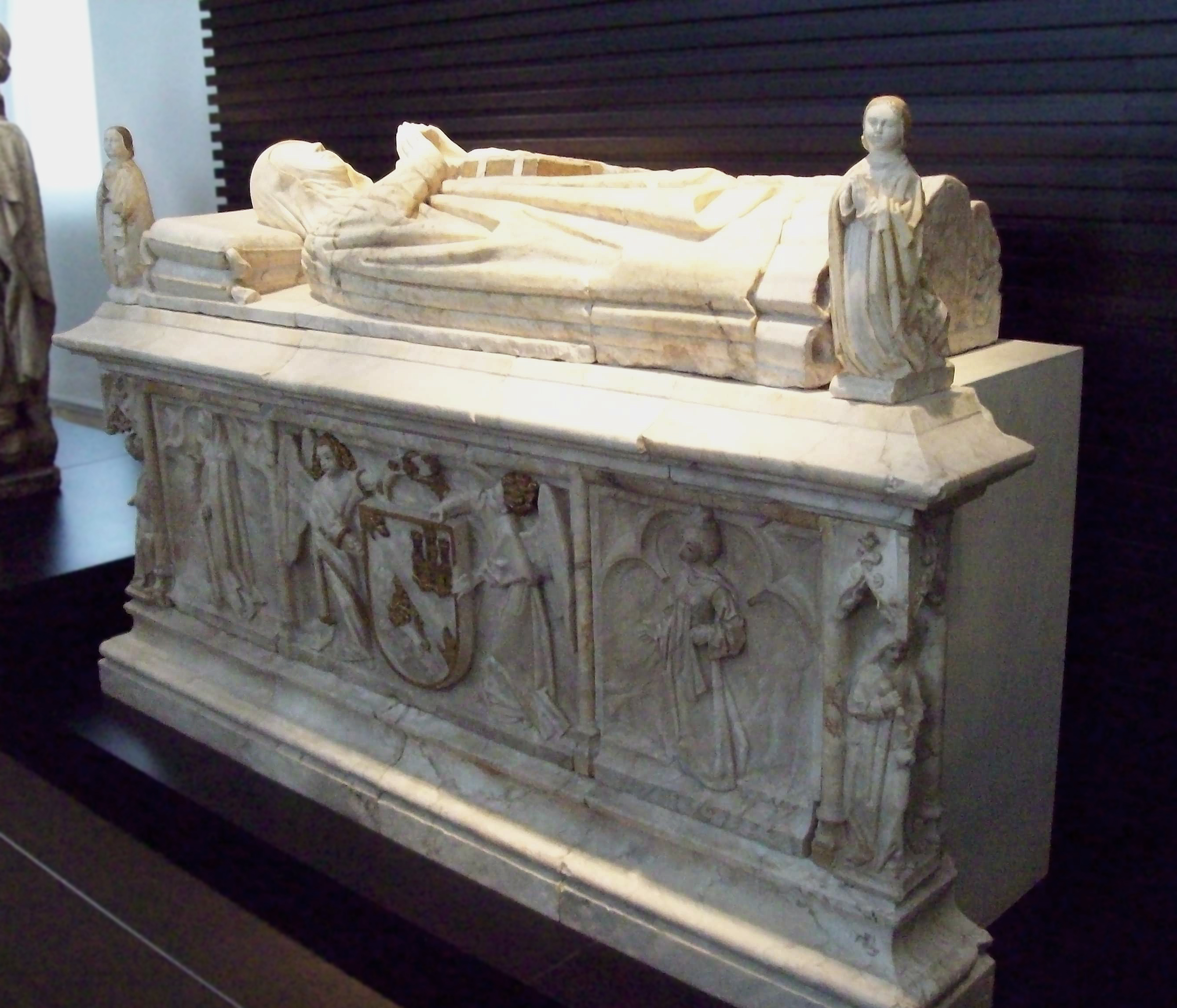
Sepulcro de Constanza de Castilla, también actualmente en el M.A.N.

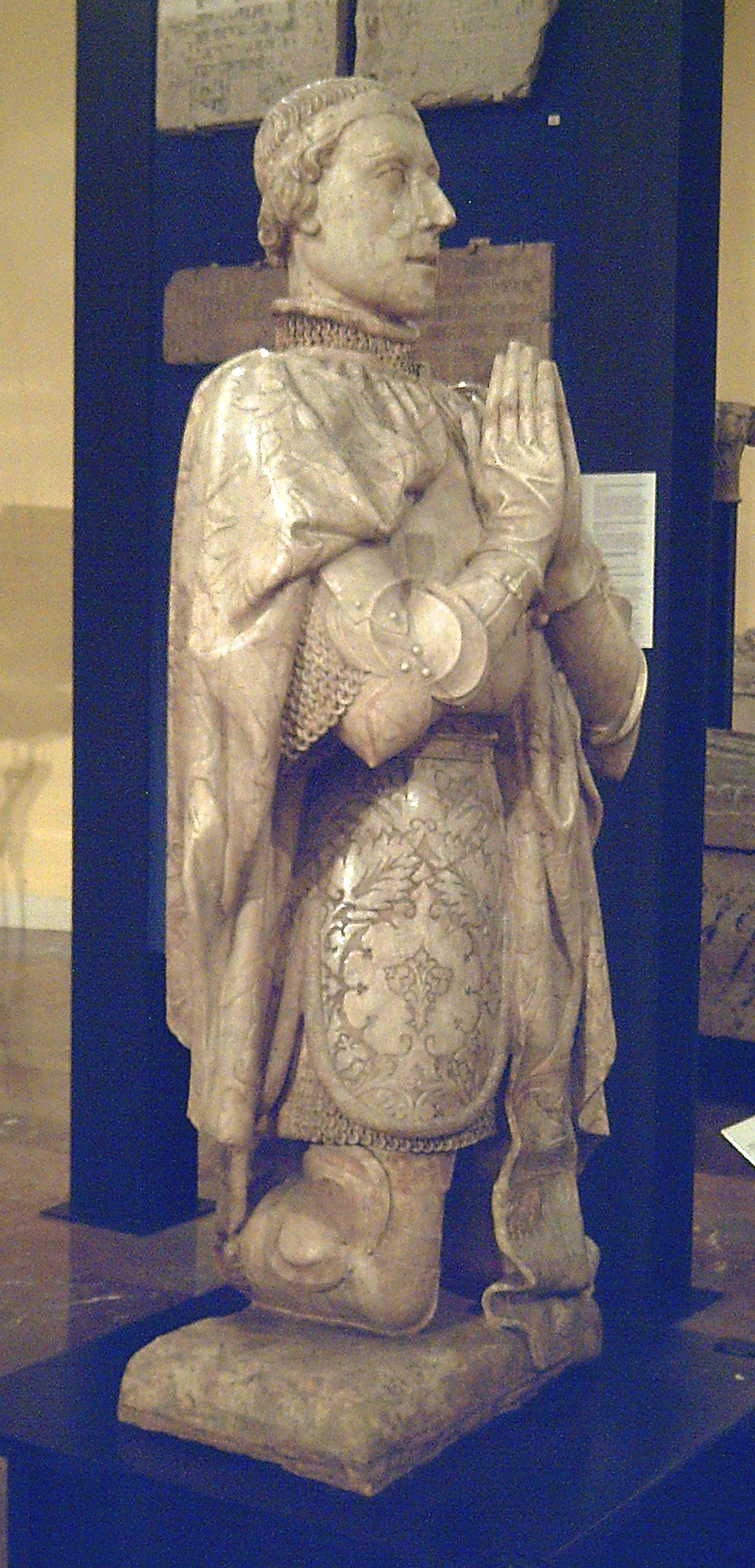
Estatua orante de Pedro I de Castilla procedente del Convento, hoy en el Museo Arqueológico Nacional.

Tras recibir licencia del Papa Honorio III, el cenobio fue fundado por dos frailes dominicos, Pedro de Madrid y Suero Gómez, seguidores de Domingo de Guzmán, bajo cuyo patriarcado se había fundado ya un convento para hombres cercano a la Puerta de Balnadú. El nuevo establecimiento para mujeres religiosas tuvo permiso del Concejo de Madrid, y quedará representado siglos después en el plano de Teixeira de 1656. Muy popular, llegaría a dar nombre a la cuesta de Santo Domingo.

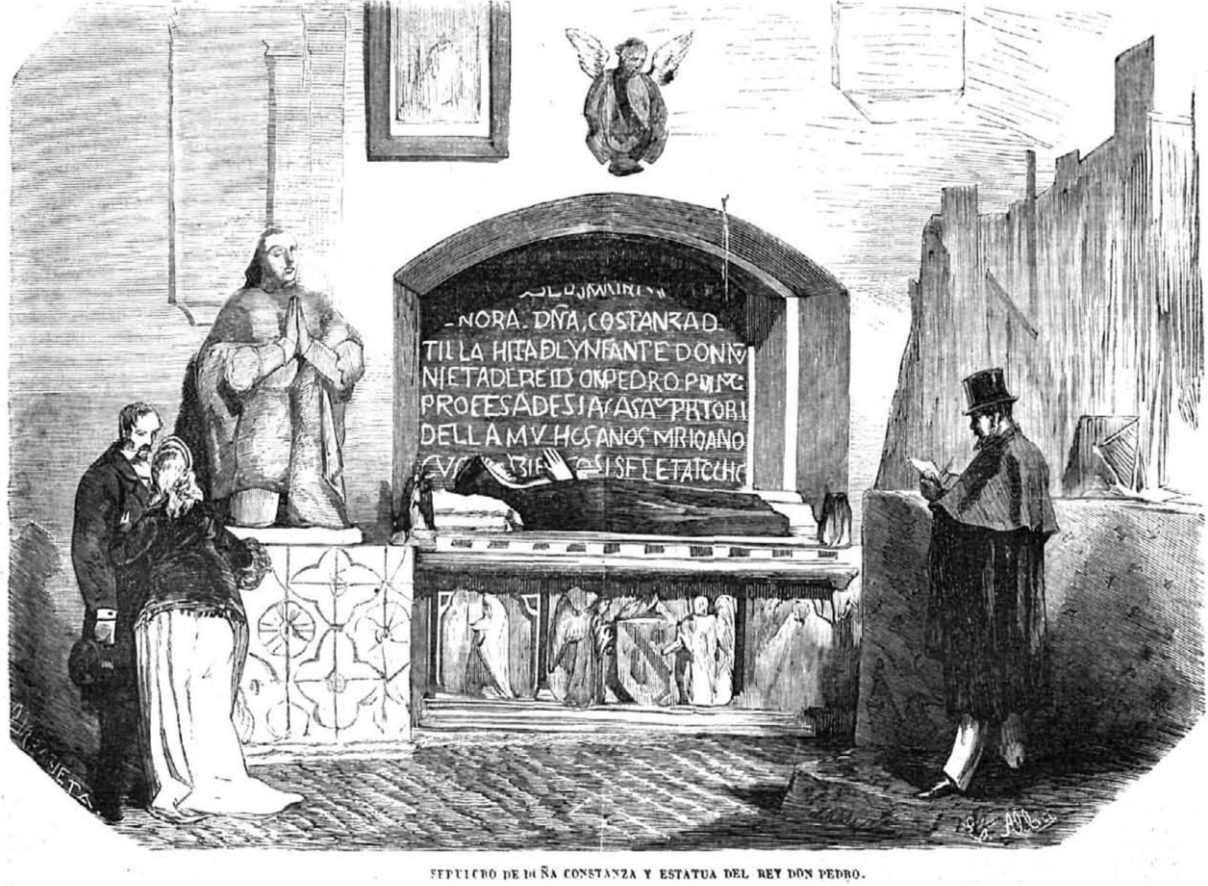
Disposición de la estatua y del sepulcro en la iglesia original de Santo Domingo de Madrid.

La construcción del edificio anexo de la iglesia se inició durante el reinado de Enrique II, y el claustro, de la primera mitad del siglo xvi, fue obra de Gaspar y Luis de Vega. Más tarde, Felipe II encargó al arquitecto Juan de Herrera la sillería del coro. En el mencionado claustro fueron quemados, por orden del obispo de Cuenca Lope de Barrrientos, los libros y manuscritos de Enrique de Villena, acusado de nigromancia. Durante la guerra de las Comunidades de Castilla el convento fue arrasado por abrir las puertas y acoger a señoras de la Corte, así como a esposas de seguidores imperiales. 
La cercanía con la Corte hizo que el convento acumulara obras de arte religioso e importantes donaciones en especial durante el siglo XV, debido al apoyo de Catalina de Lancáster, esposa de Enrique III, quien al parecer renunció en vida al cargo de priora de este convento. En las paredes del claustro se encontraba el sepulcro de Pedro el "Cruel" (uno de sus más preclaros benefactores), Constanza de Castilla y de su padre Juan de Castilla. En los siglos XVI y XVII  fue lugar de celebración de exequias reales dedicadas a los monarcas y a los príncipes junto con otras iglesias de la corte, como los Jerónimos y las Descalzas (y algunas veces el de la Encarnación). Hacia 1612 Juan Gómez de Mora se encargó de la reforma de su capilla mayor. 
Durante el reinado de Isabel II, Baldomero Espartero (el duque de la Victoria) fue uno de los personajes inclinados a evitar el derribo del convento. A finales del siglo XIX se produjo la demolición del conjunto monacal, trasladándose a la congregación al ensanche de Madrid.

### Nueva iglesia monacal

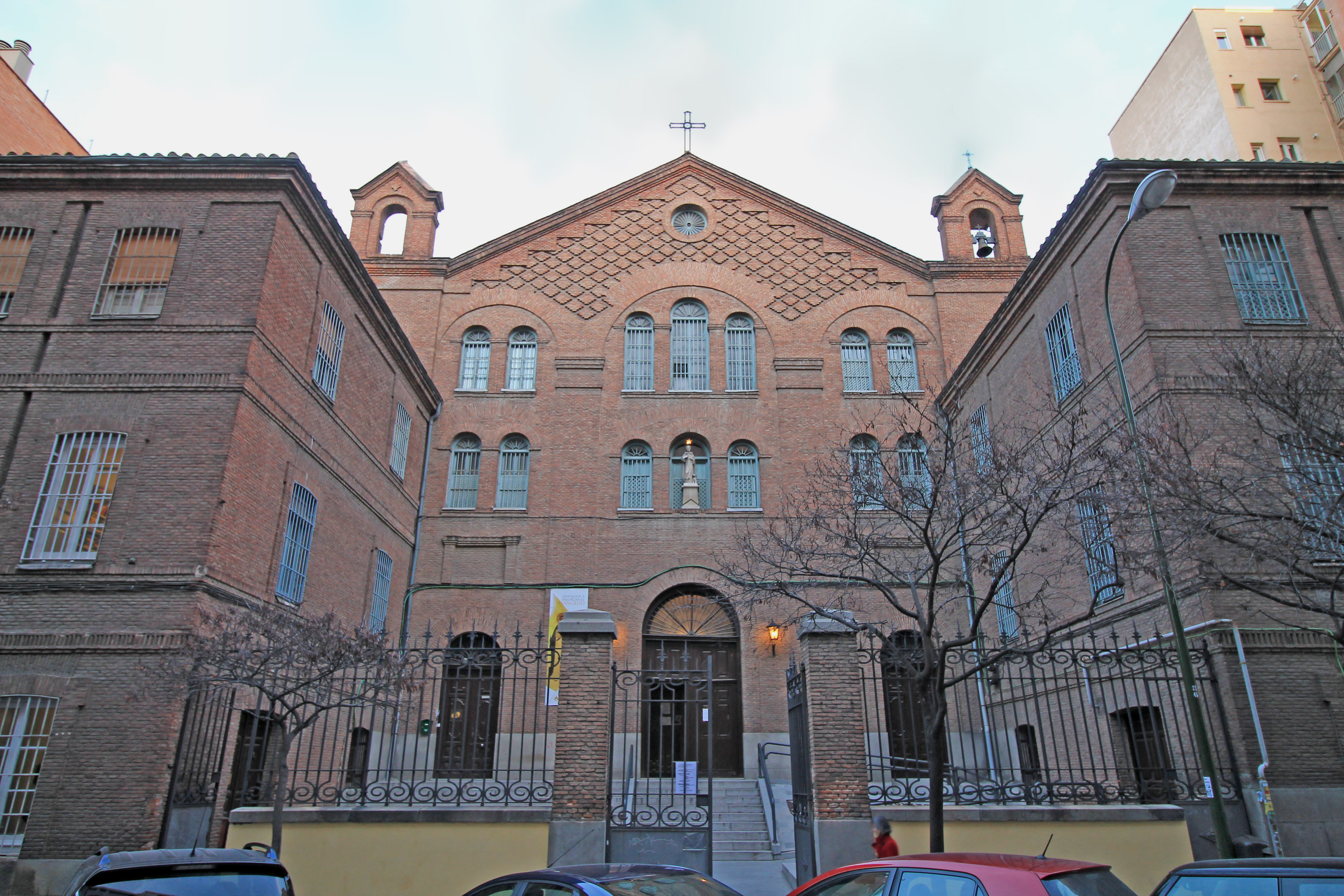
Fachada de la iglesia de Santo Domingo construida en el barrio de Salamanca en el último cuarto del }

En 1879, el arquitecto Vicente Carrasco  aceptó construir una nueva iglesia con el nombre de la antigua advocación monacal en la calle Claudio Coello, y atendido por la orden de monjas de la virgen del Rosario. El diseño del nuevo templo se enmarca dentro del denominado neomudéjar madrileño.
Durante las guerra civil española fueron expulsadas las monjas (algunas de más de 80 años) e incautado todo lo de valor, sirvió de cuartel de la CNT y posteriormente de “checa”.